# Бородулин, Владимир Алимпиевич
Влади́мир Али́мпиевич Бороду́лин (3 ноября 1953, Челябинск — 19 февраля 2020) — советский хоккеист, нападающий. Мастер спорта СССР. Российский тренер.
Воспитанник команды ЧТЗ, тренер — Пётр Дубровин. В составе челябинского «Трактора» — чемпион СССР среди юношей (1969), серебряный призёр чемпионата СССР среди юниоров (1971), чемпион СССР среди молодёжи (1972). В сезонах 1970/71 — 1971/72 сыграл три матча за «Трактор» в чемпионате СССР. Два сезона провёл в СКА Свердловск. Выступал за «Трактор» (1974/75 — 1979/80, 1983/84 — 1984/85), «Салават Юлаев» Уфа (1980/81 — 1982/83), «Металлург» Челябинск (1985/86).
Бронзовый призёр чемпионата СССР 1976/77.
Главный тренер женской команды «Ника» / «Казак-Уральский» / «Факел» Челябинск (1998/99 — 2004/05).
Скончался 19 февраля 2020 года.
Брат Валерий также хоккеист.